# Turanj
Turanj is een toeristische plaats in de Kroatische gemeente Sveti Filip i Jakov in de provincie Zadar. In 2001 telde Turanj 1145 inwoners.
Turanj ligt aan de Jadranska magistrala (de Adriatische snelweg) en is voor autoverkeer goed bereikbaar.

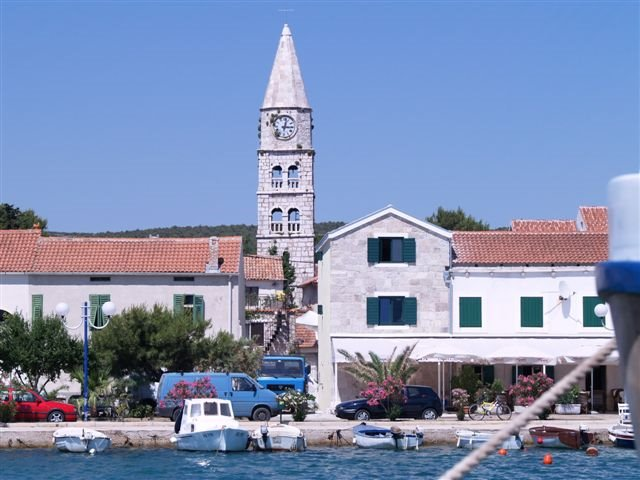
Gezicht op Turanj